# Distretto di Magrane
Il distretto di Magrane è un distretto della provincia di El Oued, in Algeria.

## Comuni
Il distretto di Magrane comprende 2 comuni:
- Magrane
- Sidi Aoun